# Zona (bệnh)
Bệnh zona, zona thần kinh là dạng tái hoạt của virus varicella zoster, tức là bệnh nhân trước đó đã từng mắc bệnh thủy đậu (trái rạ). Thường thì bệnh nhân nhiễm thủy đậu khi còn nhỏ rồi lành bệnh nhưng virut không bị diệt mà ẩn vào trong tế bào thần kinh, Hạch thần kinh dưới dạng không hoạt động. Sau một thời gian dài, có khi hằng mấy chục năm, virut tái hoạt động thành bệnh zona. Virut sẽ lan theo đường đi của dây thần kinh rồi bộc phát ở trên da tương ứng với khu vực của dây thần kinh. Động lực khiến virut tái hoạt sau nhiều năm tiềm ẩn vẫn chưa được xác định.
Triệu chứng là ban đỏ, biến chuyển thành mụn nước thành đám kiểu chùm nho với cảm giác ngứa, nóng và rát. Khoảng hai đến bốn tuần sau thì lành da nhưng cảm giác đau nóng có thể kéo dài khá lâu.
Tỷ lệ người mắc bệnh zona mỗi năm là 1,2 - 3,4 ca mỗi 1.000 người. Tỷ số này tăng lên 3,9 - 11,8 đối với người trên 65 tuổi.
Một số người còn gọi bệnh này là giời leo, tuy nhiên tên gọi này vốn dùng để chỉ các triệu chứng viêm da dị ứng do côn trùng.

## Nguyên nhân
Zona không phải là một bệnh nhiễm trùng, mà nó là sự tái phát của virut gây bệnh thủy đậu (Virus Varicella).Đối với người đã từng mắc bệnh thủy đậu, sau khi khỏi, virut vẫn chưa bị tiêu diệt hoàn toàn mà ẩn trong các tế bào thần kinh dưới dạng không hoạt động. Chúng bị kiềm chế bởi hệ miễn dịch tự nhiên của con người.Khi hệ có dấu hiệu miễn dịch suy yếu do tuổi tác hoặc do bệnh tật, những virut này sẽ "thức dậy" và hoạt động trở lại. Chúng di chuyển dọc theo các dây thần kinh, trên đường di chuyển, virut này gây tổn thương dọc sợi dây thần kinh, biểu hiện sẽ xuất hiện ở trên vùng da thuộc dây thần kinh đó. Một vài khả năng có thể xảy ra là:
- Lo lắng quá mức, căng thẳng (Stress)
- Mệt mỏi
- Hệ miễn dịch suy yếu (có thể là do tuổi tác, bệnh tật, rượu bia quá mức, tác dụng phụ của thuốc men làm giảm khả năng đề kháng của cơ thể để có thể giữ được virus thủy đậu trong trạng thái bất hoạt).
- Ung thư.
- Các biện pháp điều trị bằng tia xạ.
- Làm tổn thương vùng da bị nổi ban.
- Động lực tái phát của zona có thể phát động khi bệnh nhân mệt mỏi công việc và áp lực công việc mà ít được nghỉ ngơi.

## Triệu chứng
Lâm sàng.
Trước khi tổn thương mọc 2-3 ngày thường có cảm giác báo hiệu như: rát dấm dứt, đau vùng sắp mọc tổn thương kèm theo triệu chứng toàn thân ít hoặc nhiều như mệt mỏi, đau đầu... Hạch ngoại vi lân cận có thể sưng và đau.
+ Vị trí: thường khu trú tập trung ở những vị trí đặc biệt và chỉ có một bên của cơ thể dọc theo các đường dây thần kinh, nhưng cá biệt có thể bị cả hai bên hay lan toả.
+ Tổn thương cơ bản: thường bắt đầu là các mảng đỏ, nề nhẹ, gờ cao hơn mặt da, hình tròn, bầu dục lần lượt nổi dọc dây thần kinh, rải rác hoặc cụm lại thành dải, thành vệt, sau 1-2 giờ trên mảng đỏ xuất hiện những mụn nước chứa dịch trong, căng khó vỡ, các mụn nước tập trung thành cụm (như chùm nho), về sau đục, vỡ, xẹp để lại sẹo (nếu nhiễm khuẩn).
Trước hoặc cùng với mọc tổn thương ở da thường nổi hạch sưng và đau ở vùng tương ứng và là dấu hiệu quan trọng để chẩn đoán.
| Ngày thứ nhất | Ngày thứ năm | Ngày thứ sáu |
| ------------- | ------------ | ------------ |
|               |              |              |

## Chẩn đoán
Zona gây ra do virut di chuyển dọc theo dây thần kinh, do đó biểu hiện tổn thương da thường chỉ xảy ra và lan ở một bên cơ thể, ví dụ như chỉ một bên ngực, một bên lưng, một bên mắt.

## Điều trị
Nếu phát hiện sớm các vết mụn nước thì có thể điều trị càng sớm càng tốt. Dùng các thuốc chống virut để ngăn sự phát triển của virut, tùy vào tình trạng bệnh nhân mà quyết định liều.
Nếu phát hiện các vết mụn nước có dịch đục thì kết hợp dùng kháng sinh dự phòng nhiễm khuẩn, nên dùng các loại kháng sinh thế hệ đầu cho hiệu quả dự phòng tốt.
Thuốc kháng histamin có thể giúp giảm ngứa.
Thuốc giảm đau thần kinh.
Nếu các vết mụn nước xuất hiện vùng đầu mặt sử đụng kèm thuốc chống viêm steroid để ngăn sự phù nề có thể gây ra bởi virut tác động vào dây thần kinh sọ não vùng đầu mặt nông. 
Có thể dùng thuốc bôi lên các vết mụn nước. Trong dân gian có một số loại lá dùng đun nước tắm giúp cho các vết phỏng mau se và liền rất nhanh.

## Dự phòng
Không có cách nào để dự phòng Zona cả.
Bạn không thể bị lây bệnh từ những người bị Zona. Tuy nhiên, nếu bạn chưa từng bị thủy đậu, bạn có thể bị lây bệnh thủy đậu từ những tiếp xúc gần gũi với những sang thương hở miệng ở những người bị Zona. Dùng quần áo che phủ sang thương lại giúp giảm nguy cơ lây lan cho người khác.
Sử dụng Vaccine ngừa thủy đậu trong đa số trường hợp cũng là một nguyên nhân đưa virut vào trong cơ thể ở trạng thái bất hoạt.
Vaccine VZV, còn được biết đến là vaccine ngừa thủy đậu, có thể làm giảm nguy cơ mắc bệnh Zona do làm tăng sức đề kháng của cơ thể để chống lại VZV hoặc giữ chúng trong trạng thái bất hoạt. Những cải tiến của loại vaccine này đang được nghiên cứu và có thể giúp ngừa được bệnh Zona trong tương lai.
- Nên vệ sinh sạch sẽ. Mỗi khi làm việc nặng, chơi thể thao nhiều mồ hôi. Vệ sinh sạch sẽ và phải có chế độ nghỉ ngơi phù hợp. Đó là cách phòng ngừa tốt nhất.